# Фернандо Афан де Рибера-и-Тельес-Хирон
Фернандо Афан Энрикес де Рибера и Тельес-Хирон (исп. Fernando Afán de Ribera y Téllez-Girón; 10 мая 1583, Севилья — 28 марта 1637, Филлах) — испанский дворянин, дипломат и государственный деятель. 3-й герцог де Алькала-де-лос-Гасулес, 8-й граф де Лос-Моларес и 5-й маркиз де Тарифа.

## Биография
Родился 10 мая 1583 года в Севилье. Старший сын Фернандо Энрикеса де Рибера-и-Кортеса, 4-го маркиза Тарифы (1565—1590), и Аны Тельес-Хирон (1555—1625), дочери Педро Хирона, 1-го герцога Осуна.
Он был главным аделантадо границы Андалусии и главным нотариусом Андалусии. Он занимал должности посла при Святом Престоле и генерального викария в Италии во времена папы Урбана VIII; Он был последовательно наместником Каталонии (1619—1622), Неаполя (1629—1631) и Сицилии (1632—1635), а также губернатором Милана (1636).
Любитель литературы и искусства, он покровительствовал различным художникам и накопил значительное количество произведений искусства, а также обширную библиотеку в своей резиденции в доме Пилатоса в Севилье.
Он умер в 1637 году в Филлахе по пути с дипломатической миссией в Кёльн, куда король Испании Филипп IV отправил его в качестве полномочного представителя для переговоров об окончании Тридцатилетней войны. Его останки были перевезены в Испанию и захоронены в монастыре Ла Картуха в Севилье. Как указывают Браун и Каган в своей статье «Герцог Алькала: его коллекция и ее эволюция», некоторые из работ, которые он собирал на протяжении всей своей жизни, были проданы в счет уплаты долгов, а остальные были переданы родственникам для размещения в частных молитвенных местах.
Лопе де Вега посвятил ему комедию под названием «Верное вместо гадательного».

## Семья
Фернандо Афан де Рибера и Тельес-Хирон женился на Беатрис де Моура, дочери Кристобаля де Моура (1538—1613), и Маргариты Корте-Реал. У супругов было пятеро детей:
- Фернандо Энрикес де Рибера (1614—1633), 6-й маркиз де Тарифа, женат на Ане де Мендоса Сандоваль
- Маргарита Энрикес де Рибера, умерла в младенчестве.
- Ана Хирон Энрикес де Рибера, замужем за Педро Фахардо де Суньига-и-Рекесенсом
- Мария Энрикес де Рибера (ок. 1620—1639), 4-я герцогиня Алькала-де-лос-Гасулес, замужем за 7-м герцогом Монтальто, Луисом Гильеном де Монкада-и-Арагон.
- Фернандо Энрикес де Рибера.

От своих внебрачных связей он оставил некоторых внебрачных детей, в том числе Фернандо Энрикеса де Рибера, комендадора Уэламо в Ордене Сантьяго, и Пайо Энрикеса де Рибера, который стал архиепископом Мехико и вице-королём Новой Испании.